# 潘江 (光緒進士三甲)
潘江，字藻如，直隸省天津府鹽山縣人，清朝政治人物。進士出身。

## 生平
光緒二年（1876年），參加丙子恩科會試，得貢士第202名。殿試登進士2甲第101名。同年五月（6月3日），著分六部學習。曾任河南輝縣知縣。